# Frío
„Frío” to piosenka latin-popowa stworzona na dziewiąty album studyjny portorykańskiego piosenkarza Ricky’ego Martina pt. Música + Alma + Sexo (2011). Wyprodukowany przez Desmonda Childa, duet Wisin & Yandel oraz Tainy’ego, utwór wydany został jako czwarty singel promujący krążek dnia 11 lipca 2011 roku. Odliczając drugi singel, „Shine”, opublikowany jedynie w postaci promo, „Frío” był trzecim oficjalnym singlem z płyty.

## Informacje o utworze
Na trackliście albumu Música + Alma + Sexo utwór figuruje w dwóch wersjach: pod #2 znajduje się w wersji oryginalnej, natomiast jako trzynasty z kolei, w wersji zremiksowanej, zamyka podstawową edycję krążka. Autorami obu piosenek są Desmond Child, Ricky Martin, Juan Luis Morera Luna i Llandel Veguilla Malavé Salazar (Wisin & Yandel) oraz Tainy. Wersję bazową samodzielnie wyprodukował Child, a remiks − wszyscy powyżej wymienieni prócz Martina.
Udzielając wywiadu magazynowi Billboard, Martin wypowiedział się na temat „Frío” i jego kompozycji: „Zakochałem się w melodii tej piosenki, kiedy tylko została mi ona zaprezentowana przez Wisin & Yandel. Wspólnie z Desmondem Childem usiedliśmy w czworo i zabraliśmy się do pracy nad tekstem utworu, dopasowując go do mnie. Posiadając już kilka wersji, pracowaliśmy nad remiksem. Słowa 'Frío' mówią: 'Jesteś piękna, jak fale na morzu'. Wielu ludzi nadal kurczowo trzyma się nowiny mojego coming outu; odpowiadam więc: to, że jestem gejem, nie oznacza, że jestem ślepy. Zakochiwałem się także w kobietach”.

## Wydanie singla
Za decyzją wytwórni Columbia Records, singlowy „Frío” wydany został w wersji zremiksowanej, nagranej wspólnie z Wisin & Yandel na featuringu. Światowa premiera singla przypadła na 11 lipca 2011. Znacznie wcześniej, 11 lutego tego roku, utwór znalazł się na playlistach stacji radiowych w Polsce.
Jesienią 2011 kompozycja zajęła w notowaniach magazynu Billboard Hot Latin Tracks, Latin Pop Songs i Latin Tropical Songs kolejne pozycje: #6, #7 i #5.

## Recenzje
Singel uzyskał pozytywne recenzje krytyków muzycznych.
Zdaniem Ernesto Lechnera, pamflecisty współpracującego z pismem Los Angeles Times, „Frío” „pogrążony jest w majestatycznej atmosferze reggaetonu, lecz ukazany zostaje przez pryzmat kremowego popu”. Lechner wymienił utwór wśród najsilniejszych pozycji albumu Música + Alma + Sexo. W omówieniu dla dziennika New York Post Dan Aquilante okrzyknął „Frío” „piękną, wyróżniającą się melodią”. Grace Bastidas, redaktorka lifestyle'owego magazynu Latina, doceniła stronę liryczną kompozycji, a także pochwaliła remiks nagrany z duetem Wisin & Yandel, który podsumowała jako „seksowny numer parkietowy”.

## Teledysk
Teledysk do utworu nagrany został czerwcem 2011 w Buenos Aires; jego reżyserii podjął się Carlos Pérez, wcześniej pracujący nad wideoklipami do singli Ricky’ego Martina „Tal vez”, „Jaleo” i „The Best Thing About Me Is You”. Poza Martiniem w klipie wystąpili członkowie duetu Wisin & Yandel oraz argentyńska topmodelka Paula Chaves. 15 lipca 2011 opublikowany został teaser klipu, premiera całości odbyła się tydzień później, 21 lipca.

## Promocja
Między innymi w celach promocyjnych utwór „Frío” wykonywany był przez Ricky’ego Martina podczas trasy koncertowej Música + Alma + Sexo World Tour w krajach Ameryki Północnej i Południowej oraz Europy. 21 lipca 2011 Martin pojawił się na gali wręczenia nagród Premios Juventud, gdzie odśpiewał medley piosenek „Más” oraz „Frío”.

## Listy utworów i formaty singla
Ogólnoświatowy digital download #1
1. „Frío” (DJ Wally Remix) – 3:16

Ogólnoświatowy digital download #2
1. „Frío” (Remix Radio Edit) – 3:36

## Pozycje na listach przebojów
| Kraj              | Notowanie (2011)     | Wydawca   | Najwyższa pozycja |
| ----------------- | -------------------- | --------- | ----------------- |
| Stany Zjednoczone | Hot Latin Tracks     | Billboard | 6                 |
| Stany Zjednoczone | Latin Pop Songs      | Billboard | 7                 |
| Stany Zjednoczone | Latin Tropical Songs | Billboard | 5                 |